# Мосьцисько
Мосьцисько (пол. Mościsko, нім. Faulbrück) — село в Польщі, у гміні Дзержонюв Дзержоньовського повіту Нижньосілезького воєводства.
Населення — 1128 осіб (2011).
У 1975-1998 роках село належало до Валбжиського воєводства.

## Демографія
Демографічна структура станом на 31 березня 2011 року:
|          | Загалом | Допрацездатний вік | Працездатний вік | Постпрацездатний вік |
| -------- | ------- | ------------------ | ---------------- | -------------------- |
| Чоловіки | 555     | 121                | 398              | 36                   |
| Жінки    | 573     | 113                | 339              | 121                  |
| Разом    | 1128    | 234                | 737              | 157                  |